# Stabkirche Stiege

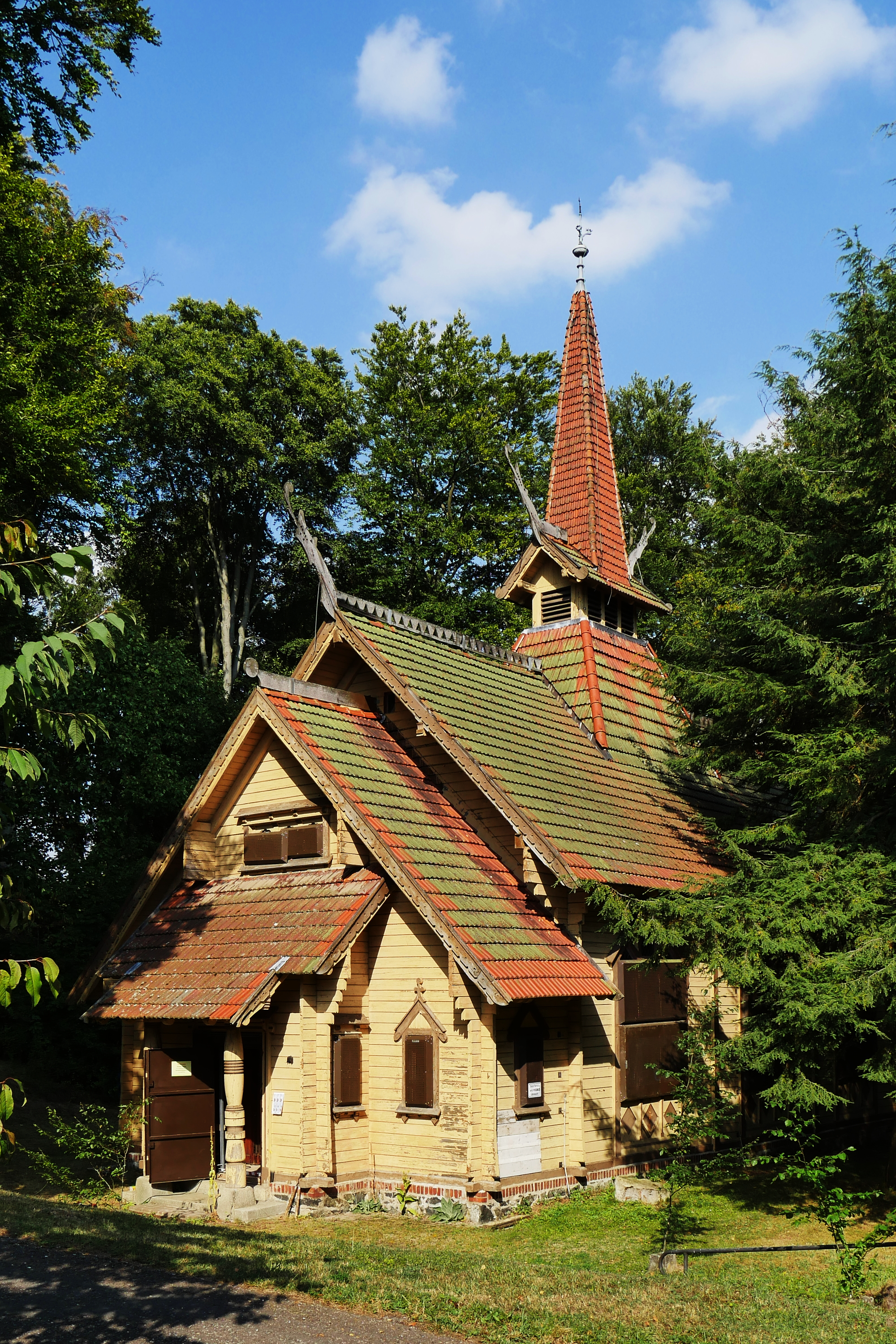
Stabkirche Stiege am ersten Standort nahe dem Albrechtshaus (2016)

Die Stabkirche Stiege wurde 1905 erbaut und stand über 116 Jahre im Selketal zwischen Stiege, Breitenstein und Güntersberge. Im März 2021 begann die Translozierung des Gebäudes, das am 20. Mai 2022 am neuen Standort nahe dem Bahnhof Stiege der Harzer Schmalspurbahnen eingeweiht werden konnte.

## Geschichte
1897 wurde die Lungenheilstätte Albrechtshaus in der Nähe des Ortes Stiege eröffnet. 1905 wurde neben dem Gebäude die Holzkirche in horizontaler Blockbauweise errichtet. Vorbild war die Stabkirche zu Wang im Riesengebirge. Der Entwurf stammte von dem Zimmermeister R. Witte aus Osterwieck. Die Fenster stellte die Glasmalereianstalt Ferdinand Müller in Quedlinburg her. Typisch für im nordischen Stil errichtete Kirchen ist eine Bauweise, die in der Innenkonstruktion auf Nägel und Schrauben verzichtet.
Die Stabkirche Stiege ist der einzige erhaltene Sakralbau in dieser Konstruktionsweise. Sie ist 23 Meter lang, elf Meter breit und ohne Glockenturm neun Meter hoch. Der Kirchenraum hat 110 Sitzplätze.
Am 20. Mai 1905 wurde die damals als Kapelle bezeichnete Kirche durch den Superintendenten Witzig geweiht. An der Feier nahm neben anderen Würdenträgern auch der braunschweigische Prinzregent, Albrecht Prinz von Preußen, teil. Einer Überlieferung zufolge soll ein dankbarer skandinavischer Patient, der in der Heilanstalt von Tuberkulose geheilt worden war, die Kirche gestiftet haben.
Neben der Stabkirche in Stiege gibt es in Deutschland nur noch zwei weitere Nachbauten von Stabkirchen nach norwegischem Vorbild – die in Hahnenklee-Bockswiese und die in Stahnsdorf (alle zwischen 1905 und 1911 erbaut).

## Umsetzung, Restaurierung und heutiger Zustand

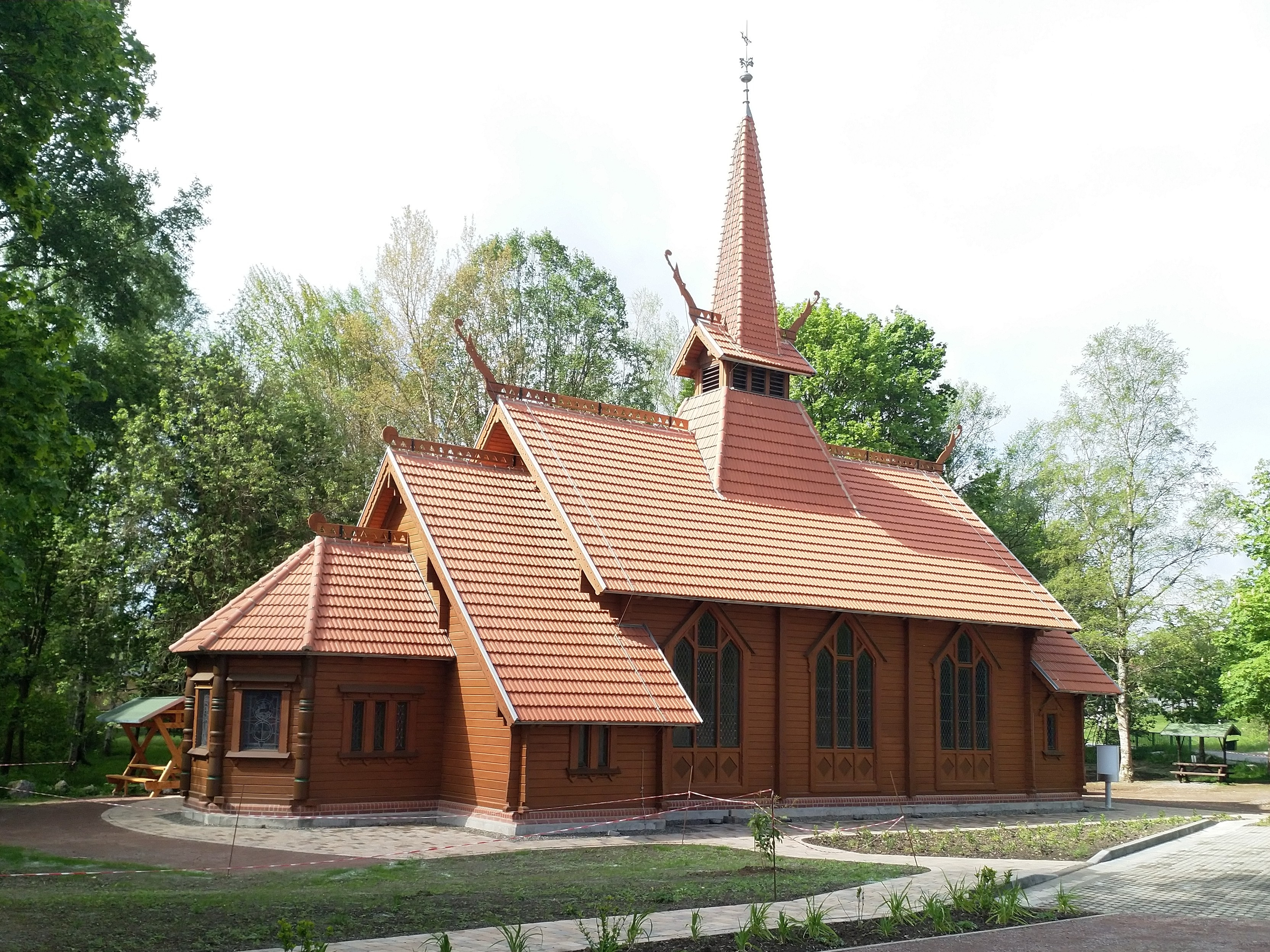
Stabkirche Stiege am neuen Standort nahe dem Bahnhof Stiege (2022)

Im Dezember 2014 gründete sich der „Förderverein zur Umsetzung und Instandsetzung der Stieger Stabkirche“. Aufgrund des Standortes in einem Harzer Wäldchen (51° 38′ 32,6″ N, 10° 55′ 34,8″ O) war die Kirche immer wieder Opfer von Einbrüchen und Vandalismus geworden, wobei unter anderem die historischen Bleigläser zu großen Teilen zerstört wurden. Deshalb wurde die Kirche im Jahr 2011 verschlossen und eine Versetzung aus dem abgelegenen Wald-Standort in den knapp sieben Kilometer entfernten Ort Stiege beschlossen, die 2021 realisiert werden sollte. 
Unterstützt wurde der Förderverein dabei auch von der Deutschen Stiftung Denkmalschutz (DSD).
Im November 2020 begannen erste Arbeiten zur Umsetzung. Der neue Standort nahe dem Bahnhof der Harzer Schmalspurbahn wurde vorbereitet, der erste Spatenstich fand wegen der Corona-Pandemie ohne großes Aufsehen statt. Es folgten erste Demontagen an der Kirche und zugleich wurden die ersten Aufträge für Restaurierungen erteilt. Am 11. März 2021 begann mit dem Abbau der Kirchturmspitze der Umzug der Kirche. Am 13. August 2021 wurde das Richtfest am neuen Standort gefeiert. In einer mobilen Werkhalle aus Gerüsten und Planen am neuen Standort erfolgte bis in den Herbst 2021 hinein der Wiederaufbau der Kirche. Die offizielle Fertigstellung, die eigentlich zum Tag des offenen Denkmals am 12. September 2021 abgeschlossen sein sollte, verzögerte sich und musste in das Jahr 2022 verschoben werden.  Offiziell eingeweiht wurde der außergewöhnliche Sakralbau am 20. Mai 2022.
Die Kosten für den Umzug beliefen sich auf ca. 1,1 Millionen Euro und wurden durch Spenden und Fördergelder finanziert.
Die Kirche ist im Originalzustand erhalten. Nur die Holzschindeln wurden durch Ziegel ersetzt. Sie steht unter Denkmalschutz. Im örtlichen Denkmalverzeichnis ist die Kirche seit dem Jahr 2017 unter der Erfassungsnummer 094 30647 als Baudenkmal verzeichnet. Bereits zuvor war die Stabkirche einmal mit der Nummer 094 56036 im Denkmalverzeichnis eingetragen. Sie war jedoch vor 2015 ausgetragen worden.
Heute trägt die Kirche zudem den Titel „National wertvolles Kulturdenkmal.“